# Queercore
Queercore (lub homocore) – ruch społeczny i kulturowy, który miał swój początek w połowie lat 80. XX wieku jako pochodna punka.
Ideologia ruchu oscylowała wokół niezadowolenia ze społeczeństwa nowoczesnego, a w szczególności dezaprobaty wobec braku akceptacji środowisk LGBT. Zwolennicy ruchu wyrażali się poprzez ziny, muzykę i sztukę oraz w różnorodnej formie własnoręcznego rzemiosła (DIY).
Formy muzyczne bazują głównie na punku, lecz w muzyce queercore można spotkać również takie formy, jak: hardcore punk, electro punk, indie rock, power pop, no wave, noise, muzyka eksperymentalna i industrial.